# Distensione (politica)

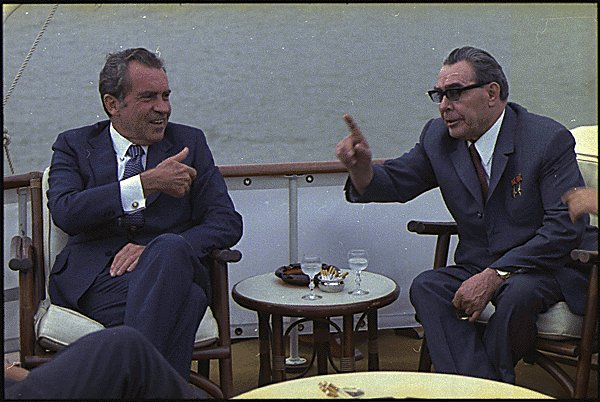
Incontro tra Nixon e Brežnev (1973)

Nel vocabolario della politica internazionale, la distensione (détente in lingua francese) è generalmente la cessazione di una situazione di tensione militare nei rapporti tra stati e l'avvio di relazioni bilaterali amichevoli.
Nel contesto della guerra fredda, con “distensione” si intende, in senso stretto, quel periodo che va dalla seconda metà degli anni '60 alla fine degli anni '70 (dopo il periodo del disgelo degli anni '50), durante il quale si riconobbe che esisteva un'interdipendenza strategica tra le due superpotenze, Stati Uniti d'America e Unione Sovietica, le quali, facendo uso della diplomazia, limitarono consensualmente gli armamenti nucleari a loro disposizione. I due paesi non si impegnarono a porre fine alla rivalità bipolare ma a regolamentarla tramite un equilibrio di potenza, aprendo un dialogo sul regime della deterrenza nucleare. Negli anni dal 1969 al 1973, vi fu il culmine della politica di distensione, durante la presidenza degli Stati Uniti di Richard M. Nixon.

## Guerra fredda

### Prodromi
I primi anni sessanta furono fondamentali per il rallentamento della corsa agli armamenti. L'erezione del Muro di Berlino nell'agosto del 1961, ma soprattutto la crisi dei missili di Cuba nell'ottobre del 1962, resero evidente che la tensione nucleare era arrivata al culmine. Tuttavia, una guerra totale era impraticabile perché avrebbe messo a rischio la sopravvivenza della specie umana. Per questo, la corsa agli armamenti iniziava ad essere interpretata come un modo per raggiungere la parità strategica con l'avversario e non per superarlo.
Sfide all'egemonia statunitense cominciavano a sorgere all'interno dell’Alleanza Atlantica: la Francia del presidente Charles de Gaulle, ad esempio, iniziò lo sviluppo di un proprio progetto nucleare a fini militari, criticò le politiche monetarie degli Stati Uniti e uscì dal comando integrato della NATO nel 1966.
Mosca, invece, già dalla morte di Stalin cercava di concretizzare la dottrina della coesistenza pacifica con il capitalismo, con accordi che stabilizzassero la deterrenza reciproca. L'Unione Sovietica era indebolita dai contrasti con la Cina di Mao Zedong e temeva l'ascesa politica ed economica della Germania Occidentale.

#### Il Partial Test Ban Treaty

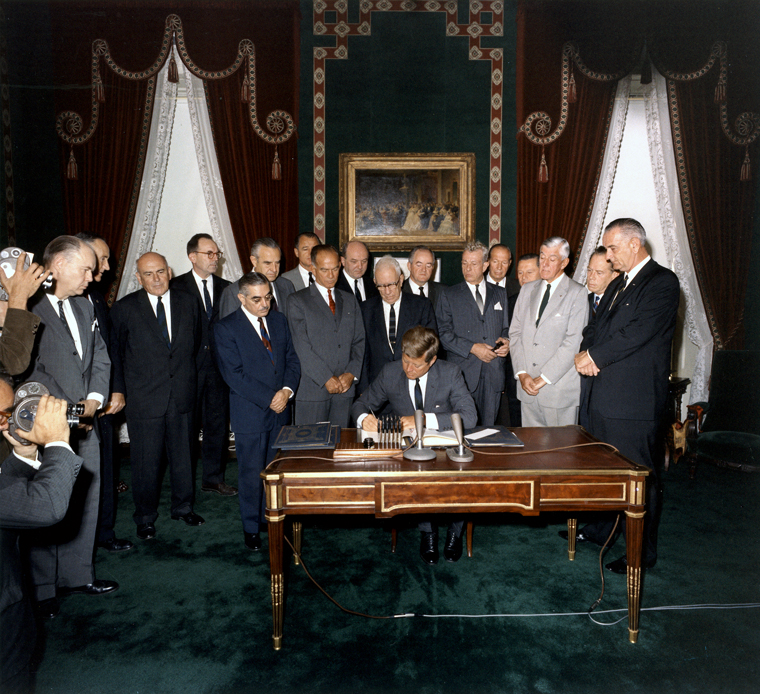
Il presidente americano Kennedy firma il Partial Test Ban Treaty il 7 ottobre 1963

USA ed URSS trovarono un terreno di dialogo nella comune volontà di limitare le armi atomiche. Gli obiettivi condivisi erano tre: consolidare il loro ruolo di superpotenze, esercitare un controllo sugli alleati e diminuire i rischi di conflitto. Il trattato che aprì la stagione delle negoziazioni fu il Partial Nuclear Test Ban Treaty del 5 agosto 1963: siglato tra USA, URSS e Regno Unito, esso bandiva gli esperimenti atomici nell'atmosfera e nello spazio, ma non nel sottosuolo. Mosca e Washington stabilirono anche una linea diretta di telecomunicazione e aprirono negoziati per successivi trattati. Il trattato del 1963 fu imposto anche alla Germania, mentre la Francia, come la Cina, non lo sottoscrisse e si trovò isolata in Europa. Da qui prese avvio una «parziale distensione», che sanciva lo status quo dell'Europa post seconda guerra mondiale e l'avvio del dialogo bipolare sulla deterrenza nucleare.

#### Il nuovo clima degli anni sessanta
La retorica dominante fece sì che nell'opinione pubblica i confini tra i due blocchi iniziarono ad essere percepiti come meno netti: il Movimento dei non allineati richiamava le superpotenze ad uno sforzo comune per la lotta contro la povertà e per il mantenimento della pace; i socialdemocratici della Repubblica Federale Tedesca cercarono di migliorare i rapporti con la Germania Est; papa Giovanni XXIII parlava ad un'umanità comune sulla necessità della pace; i sovietici avevano da tempo teorizzato la coesistenza pacifica rinunciando allo scontro frontale con il capitalismo e lo stesso presidente americano Kennedy parlava dell'interesse di tutti i Paesi alla sopravvivenza della specie umana; sempre negli USA, venivano posti i semi della protesta giovanile e in Unione Sovietica ci fu una breve stagione di liberalizzazione culturale, come testimonia la pubblicazione di Una giornata di Ivan Denisovič di Solženicyn. Da questo periodo, quindi, si iniziò a parlare non più solo di "guerra fredda" ma anche di "distensione", con il sistema bipolare che andava verso la ricerca di un modus vivendi, attraverso la diplomazia.

### Distensione e competizione bipolare
Il nuovo clima, la nuova retorica e il ritorno alla diplomazia non devono ingannare, poiché la competizione bipolare permaneva accanto ai tentativi di distensione. Il Terzo Mondo era il destinatario privilegiato di questa corsa, poiché sempre più erano i nuovi stati, in America Latina, in Asia, in Africa e in Medio Oriente, che cercavano proprie vie di modernizzazione o che si erano liberati dal giogo coloniale: gli USA e l'URSS, negli anni sessanta, erano attivi per conquistare la fiducia e la lealtà dei nuovi stati, riconducendo ogni dinamica locale allo scontro bipolare. Nonostante ciò, il mondo si andava sempre più diversificando in maniera multipolare, con l'emergere di nuovi attori che tentavano di imporre la loro presenza sulla scena mondiale, come il Movimento dei paesi non allineati, l'Organizzazione dei Paesi esportatori di petrolio e la Cina.

#### L'internazionalismo sovietico

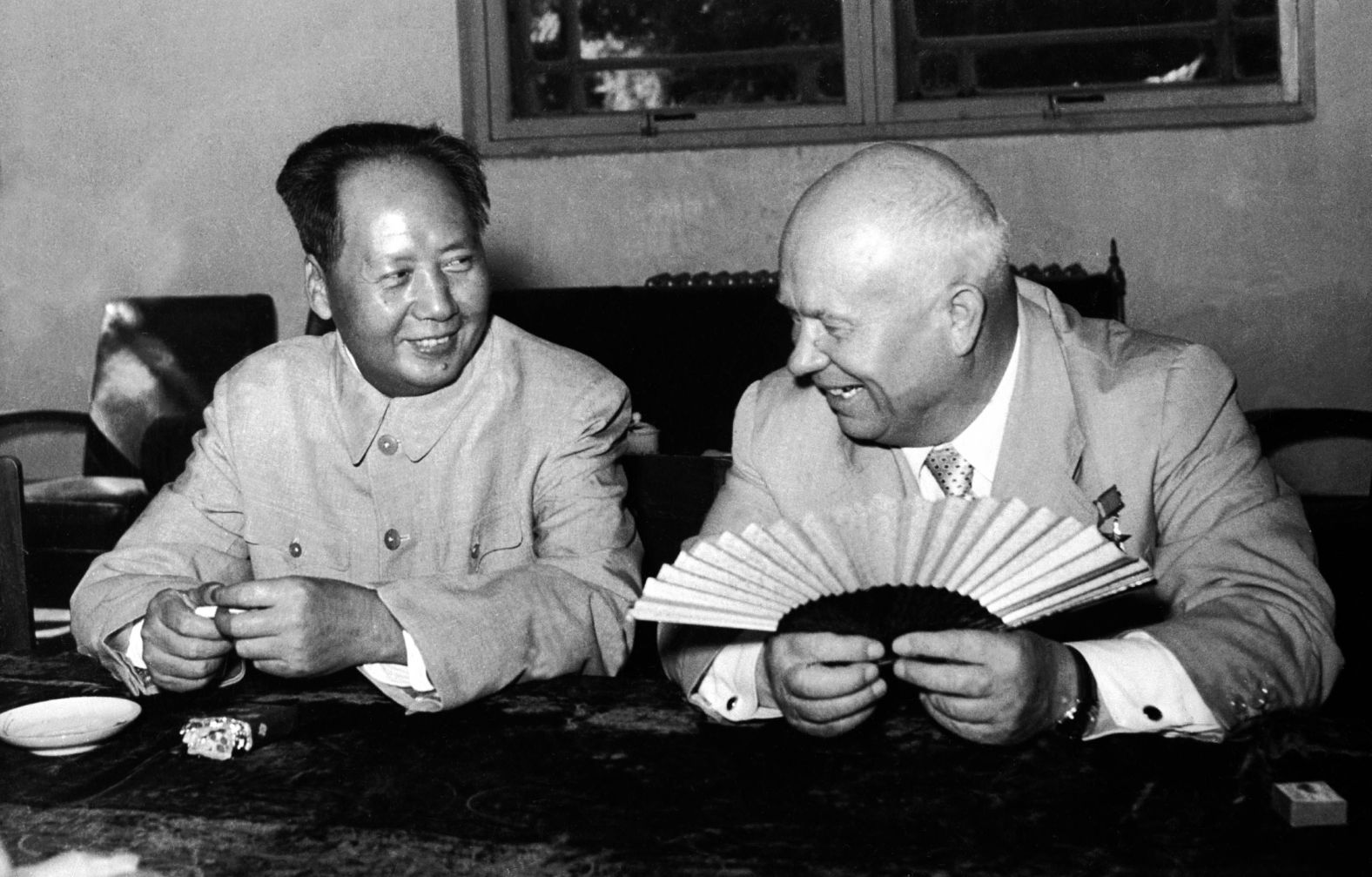
Mao Zedong e Nikita Chruščëv nel 1958

L'attenzione dell'URSS per il terzo mondo risale già agli anni cinquanta: se Washington temeva la spinta anti-occidentale delle decolonizzazioni e si affidava a regimi autoritari, supportando anche diversi colpi di stato, Mosca vedeva nel mondo post-coloniale un'opportunità per espandere la propria influenza, coordinando comunque questa politica con i tentativi di coesistenza pacifica con gli Stati Uniti. Tuttavia, i piani sovietici di accordi con le élite nazionaliste dei nuovi paesi entrarono in collisione con quelli della Cina maoista, che voleva egemonizzare le lotte in un'ottica rivoluzionaria e anti-imperialista. Inoltre, la risoluzione a favore degli Stati Uniti della crisi dei missili di Cuba, nel 1962, fu un grave danno per l'internazionalismo sovietico. La critica cinese si fece più accesa e la leadership di Chruščëv venne minata anche in patria: nel 1964 fu destituito, con l'accusa di aver perseguito una politica estera incoerente ed erratica, di aver danneggiato il prestigio dell'URSS dopo la crisi cubana e di aver aggravato i rapporti con i comunisti cinesi. A Chruščëv succedette Leonid Il'ič Brežnev, che ereditò un paese che aveva rotto con la Cina e con l'Albania, oltre ad aver perso l'alleanza con l'Egitto, dopo la morte di Nasser.

#### L'espansione americana nel Terzo Mondo
Un nuovo tentativo americano di rispondere all'espansione dei comunismi nel Terzo Mondo si ebbe con la presidenza Kennedy, a partire dagli aiuti per risollevare gli stati latinoamericani (la cosiddetta Alleanza per il Progresso, un modo per combattere il comunismo con mezzi pacifici, puntando sui benefici del libero mercato e della democrazia liberale). Per quanto riguarda il Sud-est asiatico, anche al Vietnam del Sud furono concessi aiuti per lo sviluppo, assieme però ad aiuti militari, dimostrando come gli Stati Uniti non avessero ancora abbandonato la dottrina del contenimento: il piccolo paese asiatico venne considerato un fronte cruciale per contenere l'espansione del comunismo, ergendolo a prova della credibilità americana sul piano internazionale. Il Vietnam, infatti, era diviso fra un regime comunista del Nord, formato da coloro che avevano combattuto più attivamente contro il colonialismo francese e un Vietnam del Sud filo-occidentale, guidato dal regime corrotto e inefficiente di Ngô Đình Diệm.

Risoluzione del golfo del Tonchino

L'escalation dell'intervento americano in Vietnam si ebbe con la presidenza di Lyndon B. Johnson: egli, nell'agosto del 1964, portando come pretesto degli scontri, alcuni realmente avvenuti e altri di dubbia veridicità, nel golfo del Tonchino, riuscì ad ottenere dal congresso l'autorizzazione per contrastare la presunta aggressione dei comunisti. Così, iniziarono i bombardamenti e il dispiegamento di truppe di terra, che dettero vita ad una guerra estesa contro le forze del Vietnam del Nord e del Fronte di Liberazione Nazionale (i cosiddetti Viet Cong). Le già ambigue misure intraprese da Kennedy per risollevare l'economia e democratizzare la società del Vietnam del Sud furono abbandonate: l'escalation dell'invasione americana devastò il paese e rese sempre più difficile la risoluzione della guerra, visto che il sentimento antimperialista vietnamita fu rinvigorito. L'offensiva nordvietnamita del Têt, nel gennaio 1968, dimostrò come i nordvietnamiti fossero ancora in grado, dopo anni di guerra, di progettare un vasto attacco e la guerra fosse ancora lontana dalla sua fine.
Durante questo periodo, inoltre, l'influenza americana si diffuse ancora di più nel mondo: gli USA appoggiano il golpe in Brasile nel 1964 e inviano i marines in Repubblica Domenicana, assicurando quindi due governi filo-occidentali in America Latina, abbandonando la spinta idealista e pacifista dell'Alleanza per il Progresso; altri due colpi di Stato, in Ghana (1965) e in Algeria (1966), avvicinarono i due Paesi all'Occidente; infine, i militari in Indonesia rimossero il dittatore nazional-rivoluzionario Sukarno e iniziarono una sanguinosa repressione delle sinistre.

#### I trattati di fine anni sessanta
Tutti questi avvenimenti resero più difficoltoso il cammino verso la distensione, la quale però non venne mai abbandonata. Brežnev dette il via ad una massiccia politica di riarmo, non per minacciare l'equilibrio internazionale, ma per raggiungere la parità strategica con gli USA in vista di futuri accordi. Infatti, l'intervento americano in Vietnam e la guerra dei sei giorni nella primavera del 1967 non incrinarono in maniera decisiva le relazioni diplomatiche tra Mosca e Washington: nel 1967 venne firmato il trattato sullo spazio extra-atmosferico, che impediva il collocamento di armi atomiche nello spazio ed il 1º luglio 1968 fu la volta del trattato di non proliferazione nucleare. Infine, vennero avviati i negoziati per gli accordi sulla limitazione dei sistemi di difesa missilistica e delle armi offensive.

### Nixon, Kissinger e Brežnev (1969-1974)

#### Nixon e la nuova distensione
In un clima di incertezza economica e scontento, Richard Nixon vinse le elezioni presidenziali statunitensi del 1968, con la promessa di uscire rapidamente dalla guerra in Vietnam e riportare l'ordine sociale. Assieme a Henry Kissinger, consigliere per la sicurezza nazionale e segretario di stato poi, l'amministrazione americana scelse una nuova linea di politica estera: coinvolgere l'URSS in una gestione regolamentata del bipolarismo, riducendo così l'impegno internazionale degli USA che ormai aveva raggiunto costi insostenibili. Quello di Nixon e Kissinger era un discorso realista e pragmatico sui limiti, sul mantenimento dello status quo e sull'abbandono del clima da scontro ideologico. Secondo questa logica, gli USA, negli anni precedenti, si sarebbero illusi di trionfare necessariamente sul comunismo, avventurandosi in deleterie campagne internazionali. Bisognava quindi avviare una reale distensione con l'URSS, in un'ottica strettamente bipolare, partendo dal riconoscimento dell'interdipendenza strategica tra le due superpotenze per ridurre i rischi di un conflitto nucleare.

#### Kissinger: balance of power e linkage

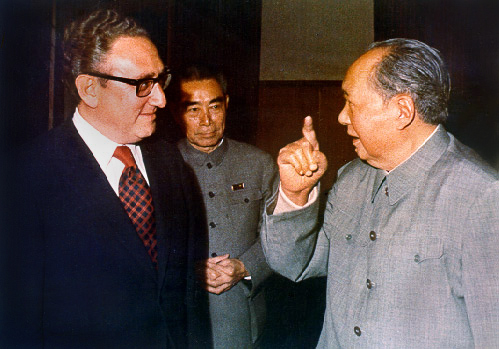
Henry Kissinger (sinistra) con Mao Zedong (destra) e Zhou Enlai (centro) in un incontro nei primi anni settanta

Kissinger riteneva necessario ripristinare il balance of power, l'equilibrio di potenza tra i due Paesi, che avrebbe consentito a ognuno di salvaguardare i propri interessi nelle rispettive aree di influenza. Gli USA avrebbero dovuto riaffermare la propria leadership riportando gli alleati in una posizione di subordinazione. Tuttavia, iniziarono anche a trasferire loro una parte delle responsabilità militari, con l'obiettivo di ridurre l'esposizione internazionale statunitense. La prima applicazione di questo principio fu la "vietnamizzazione" del conflitto in Indocina: la maggior parte dei combattimenti doveva essere sostenuta dalle truppe sudvietnamite, mentre gli americani fornivano aiuti economici, finanziari e militari, riducendo le proprie truppe sul campo. Questa strategia, denominata dottrina Nixon, fu esposta dallo stesso presidente durante una conferenza stampa a Guam, il 25 luglio del 1969.
Un altro principio che venne utilizzato da Kissinger fu quello del linkage, cioè il legare il sistema internazionale in una trama di connessioni, concedendo dei benefici agli avversari in alcuni settori per ricevere compensazioni in altri campi. In questo contesto si colloca l'apertura degli Stati Uniti alla Cina comunista. Il recupero della Repubblica Popolare Cinese al sistema internazionale fu un successo, come dimostra la visita ufficiale di Nixon nel Paese, dal 21 al 28 febbraio 1972, dove incontrò il premier Zhou Enlai e Mao Zedong. Questo ebbe l'effetto (voluto) di esercitare pressioni su Mosca, che sentendosi minacciata dall'avvicinamento dei suoi principali avversari, si affrettò per proseguire i negoziati con gli Stati Uniti sugli armamenti: nel 1972 ci fu la definizione finale e la firma degli accordi SALT I e ABM, per la limitazione delle armi nucleari offensive e dei sistemi di difesa antimissile delle due superpotenze. In cambio, l'Unione Sovietica ricevette prestiti, forniture di cibo, di alta tecnologia e un miglioramento dei rapporti commerciali con gli Stati Uniti. Il bipolarismo, dunque, sembrava stabilizzato e legittimato da entrambe le parti, in una «interdipendenza per la sopravvivenza».
Gli accordi tra Washington, Mosca e Pechino furono il culmine della distensione e tutto fu utile all'obiettivo americano di uscire dalla guerra del Vietnam da una posizione di forza, secondo la logica del linkage: in cambio degli accordi economicamente favorevoli stipulati, le due potenze comuniste premettero sul Vietnam del Nord perché accettasse i negoziati con gli Stati Uniti, mentre Nixon intensificava i bombardamenti ed estendeva il conflitto in Cambogia (1970) e Laos (1971), per negoziare il ritiro da una posizione di forza: l'accordo per il ritiro americano fu firmato il 23 gennaio 1973.
Kissinger aveva accettato i compromessi con il comunismo nel Sud-est asiatico, tuttavia non riteneva di dover applicare il linkage alle tre principali aree di influenza americane, dove la credibilità degli Stati Uniti come leader non poteva essere messa in discussione: in America Latina, Washington sostenne il golpe cileno di Augusto Pinochet dell'11 settembre 1973, contro il governo del socialista Salvador Allende; in Europa occidentale, gli USA si opposero alla possibilità di un compromesso storico tra democristiani e comunisti in Italia e alla politica autonoma degli europei nei confronti dell'Unione Sovietica, come l'Ostpolitik di Willy Brandt, cancelliere della Germania Ovest; infine, l'influenza sovietica non era accettata in Medio Oriente e Nixon arrivò a proclamare lo stato di allerta nucleare, mettendo a repentaglio la distensione, quando l'URSS propose l'invio di una forza di interposizione internazionale durante la guerra del Kippur.

#### Brežnev e la distensione

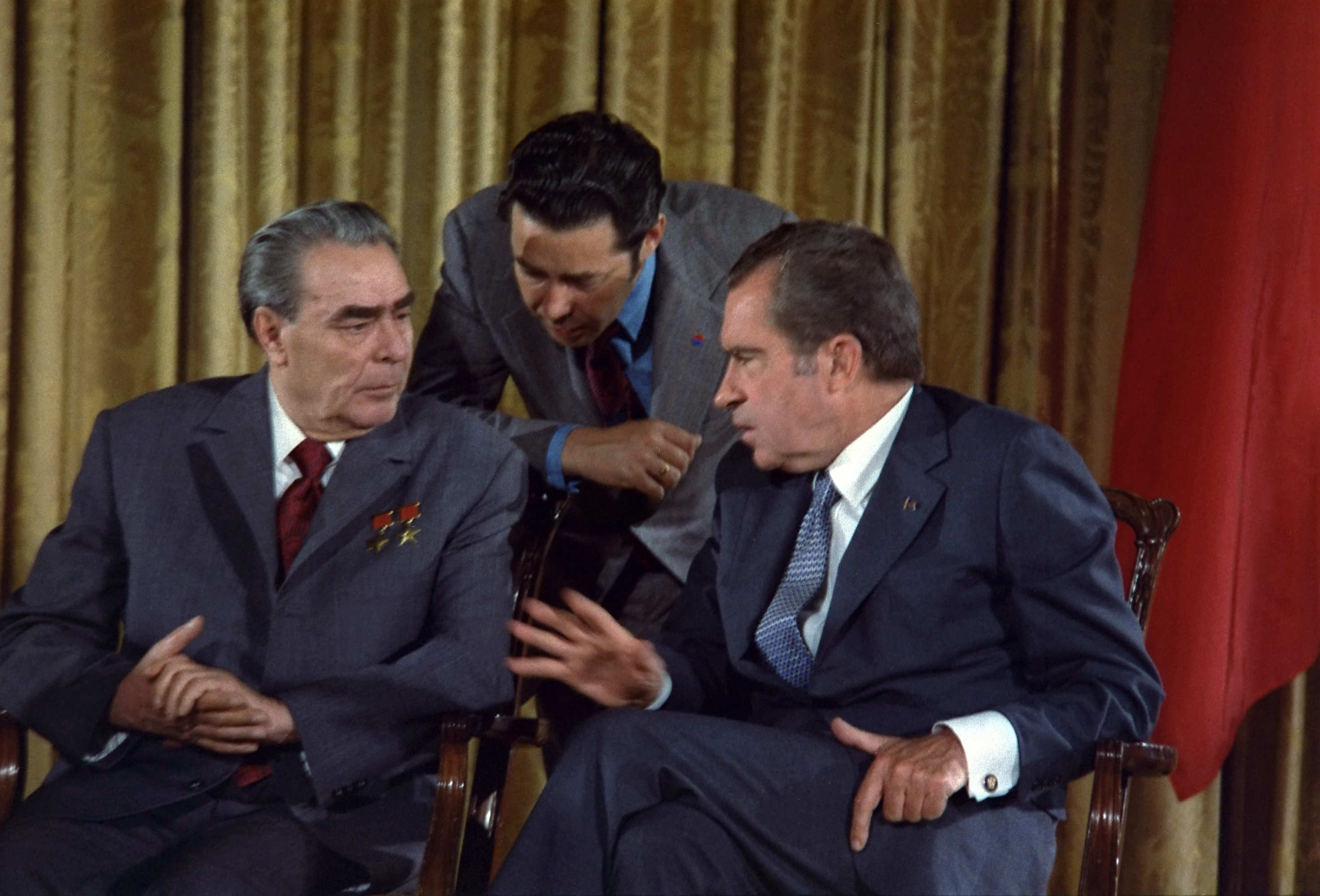
Incontro tra Brežnev (sinistra) e Nixon (destra) durante la visita del leader sovietico negli Stati Uniti il 19 giugno 1973

La repressione della "Primavera di Praga", con l'invasione dell'agosto 1968, fu in linea con la formulazione della dottrina Brežnev, o della "sovranità limitata", secondo cui l'URSS non avrebbe tollerato interferenze capitaliste nel blocco orientale. Le reazioni occidentali all'invasione furono di condanna nella retorica pubblica, ma la distensione continuò.
Nel 1969 era ormai evidente che il panorama dei comunismi si era fatto più complesso, non esisteva più un unico blocco ma il desiderio di autonomia iniziava a farsi strada nel comunismo internazionale: Cina, Albania, Jugoslavia, Vietnam del Nord, Corea del Nord e ad altri partiti comunisti asiatici non erano più fedeli a Mosca. Inoltre, la Romania di Ceaușescu aveva proclamato la propria autonomia e il dissenso in relazione alla questione cecoslovacca, mentre il Partito Comunista Italiano di Enrico Berlinguer lanciava la proposta dell'eurocomunismo; infine, il movimento studentesco e i movimenti sociali sorti alla fine degli anni sessanta criticavano non solo il modello capitalista, ma anche il modello statalista sovietico.
Nonostante tutto questo, l'URSS si sentiva sicura nel suo status di superpotenza militare e la distensione fu portata avanti con l'obiettivo di riconsolidare la sua leadership nel proprio blocco. Il riformismo fu malvisto e si preferì una politica di potenza, escludendo un cambiamento di categorie interpretative: l'occidente veniva visto sempre come ostile e aggressivo, ma gli interessi dell'URSS erano di acquisire uno status pari a quello americano e di vedere riconosciuta la loro sfera di influenza in Europa orientale. I sovietici ritennero di poter far fronte anche al riavvicinamento tra Cina e Stati Uniti, avendo raggiunto la parità strategica degli armamenti e osservando i segnali di crisi che si stavano dispiegando nel blocco occidentale, dall'espansione dei Paesi socialisti, all'instabilità del dollaro, allo shock petrolifero del 1973, allo scandalo Watergate nel 1974 con la caduta di Nixon.
Quindi, l'URSS concepiva la distensione come un modo per gestire la crisi dell'imperialismo, puntando all'affermazione del socialismo su tutto il pianeta, alla stabilizzazione del blocco sovietico, con l'affluire di tecnologie, beni di consumo e capitali dall'interscambio con l'Europa dell'ovest, senza però rinunciare alla repressione del dissenso.

### La crisi della distensione (1974-1979)

#### L'attacco alla distensione negli Stati Uniti
La fine del sistema di Bretton Woods, con la sospensione da parte di Nixon della convertibilità aurea del dollaro nel 1971, assieme al passaggio dell'economia ad un post-industriale e al rallentamento della crescita, contribuì ad alimentare nuove ansie per il futuro. Secondo Kissinger, la distensione era un modo per gestire l'ascesa sovietica da parte di un occidente in declino. Gli avversari della distensione la vedevano invece come parte del problema, una resa degli Stati Uniti di fronte alla potenza sovietica. La critica agli accordi SALT si fece molto accesa e tra gli oppositori del disgelo emerse il senatore democratico Henry Jackson: la sua corrente di democratici, che poi sarebbero stati riconosciuti come i padri del neoconservatorismo, si saldò a quella della destra repubblicana che aveva trovato in Ronald Reagan il suo campione, criticando la distensione come immorale e disfattista. Jackson, per colpire l'URSS, riuscì a far passare un emendamento che negava lo status commerciale di "nazione più favorita" alle nazioni che impedivano ai propri cittadini di migrare: esso fu incorporato nel Trade Act del 1974 e Mosca denunciò questo come una forma inaccettabile di ingerenza, abrogando l'accordo commerciale del 1972.

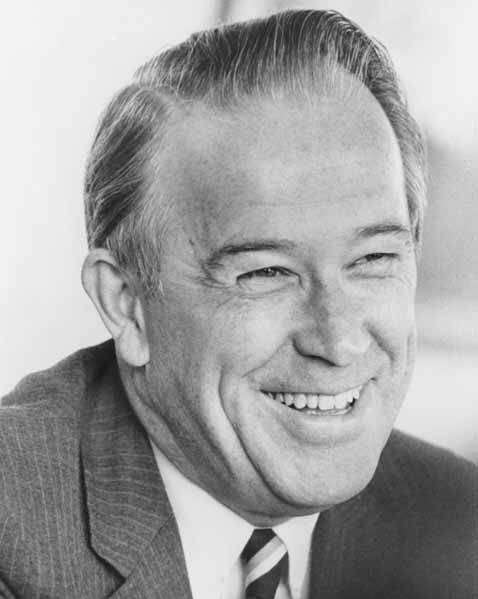
Henry M. Jackson, senatore dello Stato di Washington

L'attacco verso la politica di Kissinger si era unito alla critica contro l'abuso di potere del presidente: la debolezza di Nixon durante il caso Watergate fu sfruttata dal congresso per riprendersi parte delle prerogative che erano state in precedenza cedute all'esecutivo, come i poteri di guerra: ad esempio, Gerald Ford, succeduto a Nixon il 9 agosto del 1974, chiese un finanziamento straordinario per consentire al Vietnam del Sud di difendersi dall'offensiva di Vietcong e nordvietnamiti, ma gli fu negato dal congresso. Inoltre, nel gennaio del 1975, si insediò una commissione d'inchiesta al Senato presieduta da Frank Church, che evidenziò il ruolo della CIA nella destabilizzazione e nel rovesciamento di governi legittimi.
Sempre nel 1975, arrivò un nuovo attacco alla CIA, questa volta da parte dei sostenitori della linea dura contro Mosca: un nuovo comitato di indagine (il "Team B") la accusò, con stime errate ed eccessivamente allarmiste, di aver sottovalutato il potenziale distruttivo sovietico. Infine, nel 1976, Paul Nitze fondò il Committee on Present Danger, che radunava i sostenitori di un ritorno alla politica di potenza da parte degli Stati Uniti contro i compromessi con il nemico sovietico.

#### L'Unione Sovietica tra espansione e crisi
Per Kissinger, la distensione avrebbe portato Mosca ad accettare lo status quo anche nel terzo mondo, tuttavia i sovietici continuarono ad agire per aumentare il campo socialista, ritenendo l'imperialismo americano in crisi. L'Unione Sovietica approfittò, infatti, dello scontro interno nella politica americana per riprendere ad espandere la propria influenza: con la vittoria del Vietnam del Nord i sovietici aprirono nel Paese una base navale e vi furono interventi in Yemen del Sud, Etiopia, Mozambico e Angola: in questi ultimi due paesi le possibilità erano state aperte dal crollo del regime portoghese nel 1974, che provocò l'abbandono delle sue colonie. Al successo dell'Unione Sovietica nel sostenere le formazioni marxiste contribuì inavvertitamente anche il Congresso americano, che rifiutò di stanziare i fondi richiesti dalla Casa Bianca a favore dei combattenti antimarxisti.
Tuttavia, con il proseguire della distensione intraeuropea, il confronto con le democrazie occidentali si faceva più evidente per le popolazioni dell'Europa dell'est ed iniziarono a crescere reti di dissidenti che erodevano la legittimità dei regimi comunisti: in particolare, protestavano contro la violazione dei diritti umani, il cui rispetto era stato accolto dai sovietici, seppur formalmente, con gli accordi di Helsinki. A ciò si aggiunse il fatto che la circolazione delle persone, dei prodotti e della cultura occidentale, grazie alla distensione, si era fatta più intensa e anche questo contribuì a causare una crisi irreversibile di legittimità per l'Unione Sovietica e per il comunismo. Mosca, infine, non comprese che il suo continuo approfittare della distensione non aveva più l'effetto di indurre gli Stati Uniti ad una maggiore assertività, ma conduceva anche loro verso una maggiore diffidenza e aggressività, come testimoniava il dibattito pubblico in atto.

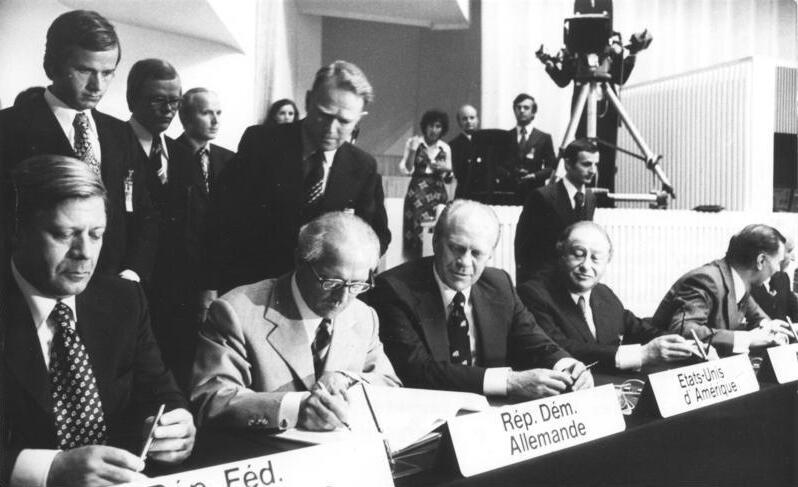
la firma degli accordi di Helsinki nel 1975

#### La crisi del disegno Kissingeriano e la presidenza Carter
Nonostante la contrarietà degli Stati Uniti ad iniziative autonome degli europei, questi ultimi proseguirono le iniziative diplomatiche con i paesi del blocco socialista. Dopo una serie di accordi economici ed il riconoscimento reciproco tra le due Germanie, si arrivò alla conferenza di Helsinki del 1975, dove i Paesi della Comunità economica europea agirono in maniera congiunta per trovare degli accordi con partner dell'Europa dell'est, estendendo gli accordi sul commercio, sul riconoscimento dei confini sul rispetto dei diritti umani. Se da una parte lo status quo europeo era stato riconosciuto, la distensione intra-europea innescava cambiamenti decisivi nei rapporti tra Europa occidentale ed orientale. I punti di vista europei ed americani riguardo alla distensione erano radicalmente diversi: ad esempio, in una conversazione con Aldo Moro e Mariano Rumor, Kissinger e Ford si opposero alla prospettiva del compromesso storico in Italia, spiegando ai partner italiani che mai gli Stati Uniti avrebbero tollerato in Europa un governo di una Paese NATO con all'interno una componente comunista, in quanto la distensione era da intendersi come un equilibrio di potenza gestito dalle due superpotenze e come un rafforzamento dello status quo, non come un avvicinamento amichevole fra il capitalismo ed il comunismo.
Kissinger e Ford cercarono di proseguire la ricerca dell'equilibrio di potenza con Mosca: ma il consenso sulla distensione si era sgretolato in patria e l'Unione Sovietica aveva riguadagnato terreno sullo scenario internazionale. Con la sconfitta di Ford alle presidenziali del 1976, Jimmy Carter ascese alla presidenza. Egli tentò di porre maggior enfasi, sin dal suo discorso di insediamento, sulla questione dei diritti umani, ma cercò anche di salvare la distensione, proseguendo le trattative per gli accordi SALT II. Carter volle imprimere all'azione americana nel mondo una spinta morale, non distinguendo più tra Paesi marxisti e non-marxisti, ma tra regimi autoritari liberticidi, a cui sarebbero stati tolti gli aiuti e Paesi democratici, a cui sarebbero stati dati: tuttavia, l'intervento sovietico in Afghanistan del 28 dicembre 1979 provocò un ritorno all'anticomunismo, quando il presidente si convinse che l'occupazione del Paese fosse un primo passo dell'URSS per avvicinarsi alle risorse petrolifere del Golfo Persico. Nel gennaio del 1980, annunciò la dottrina Carter, secondo cui ogni tentativo, da parte di altri paesi, di ottenere il controllo di quest'area strategica dal punto di vista energetico, sarebbe stato considerato dagli USA un attentato all'American way of life. Carter ripristinò le covert operations, iniziando a dare sostegno alla resistenza afghana, arrestò l'iter di ratifica dei trattati Salt II e varò sanzioni contro l'Unione Sovietica. La distensione era giunta al termine.

## Altri utilizzi
Il termine (anche nella sua versione francese derivata di détendre «distendere»; in inglese detente) è usato anche in politica interna, per individuare momenti di minore conflittualità tra gli attori politici.